# Le Troisième Cri
Pour plus de détails, voir Fiche technique et Distribution.
Le Troisième Cri est un film suisse réalisé par Igaal Niddam en 1974.

## Fiche technique
- Titre : Le Troisième Cri
- Réalisation : Igaal Niddam, assisté de Gérard Louvin
- Scénario : Marguerite Cassan et Igaal Niddam
- Dialogue : Yves Navarre
- Directeur de la photo : Roger Fellous
- Producteur exécutif : Raphaël Rebibo
- Pays :  Suisse
- Genre : drame
- Durée : 95 minutes
- Date de sortie : 1974

## Distribution
- Jacques Denis : Laurent
- Leyla Aubert : Madeleine
- Christine Fersen : Eva
- Camille Fournier : Mme Armand
- Roland Mahauden : Henri
- Myriam Mézières : Denise
- Marcel Robert : François